# Syndic
Cet article concerne l'histoire de l'administration publique. Pour d'autres acceptions, voir syndic de copropriété.
Un syndic (du grec ancien : σύνδικος / súndikos, « avocat ») est une personne chargée de gérer les affaires et de défendre les intérêts d'une communauté.

## Histoire

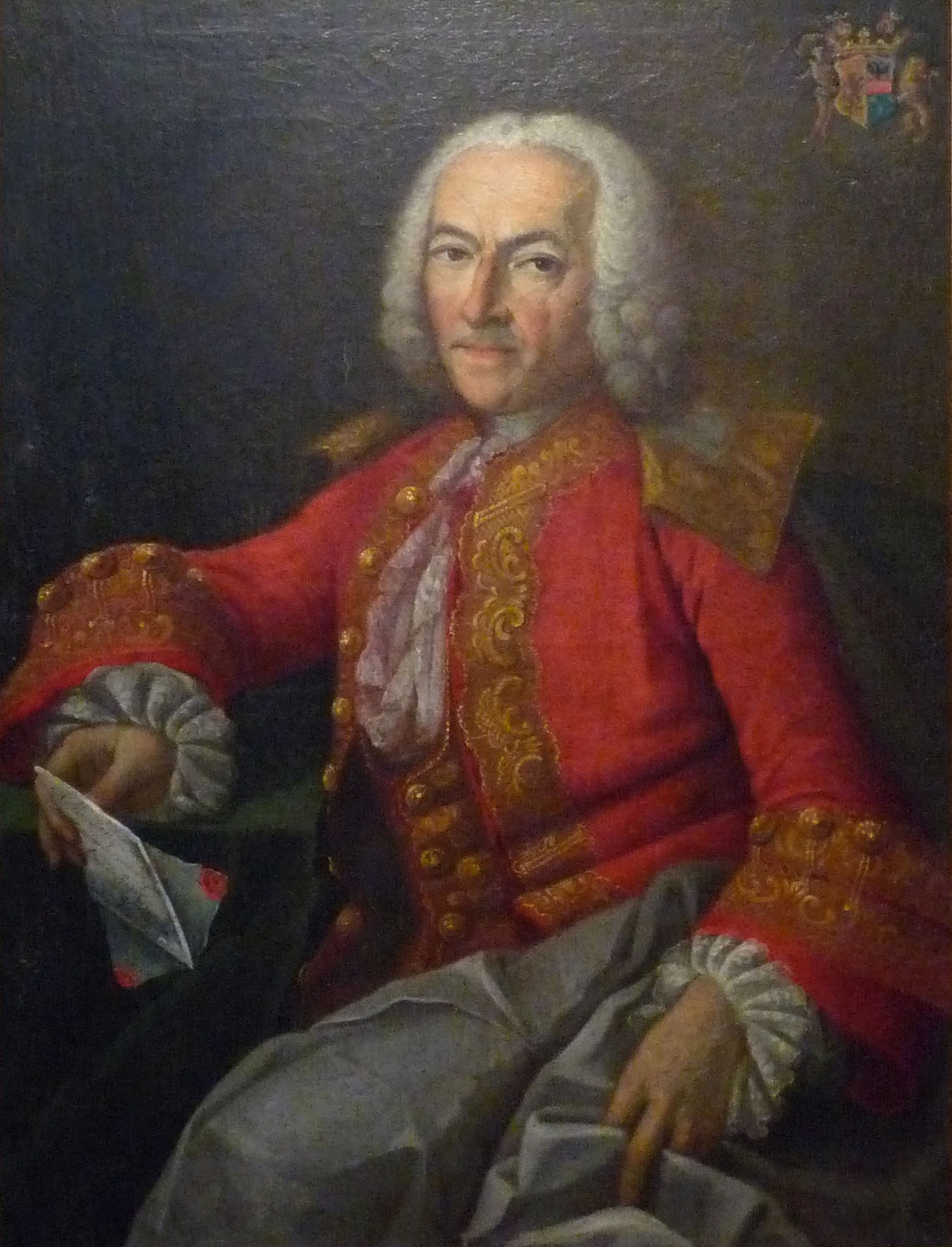
Le baron Jean François de Spon, syndic royal à Strasbourg de 1758 à 1773.

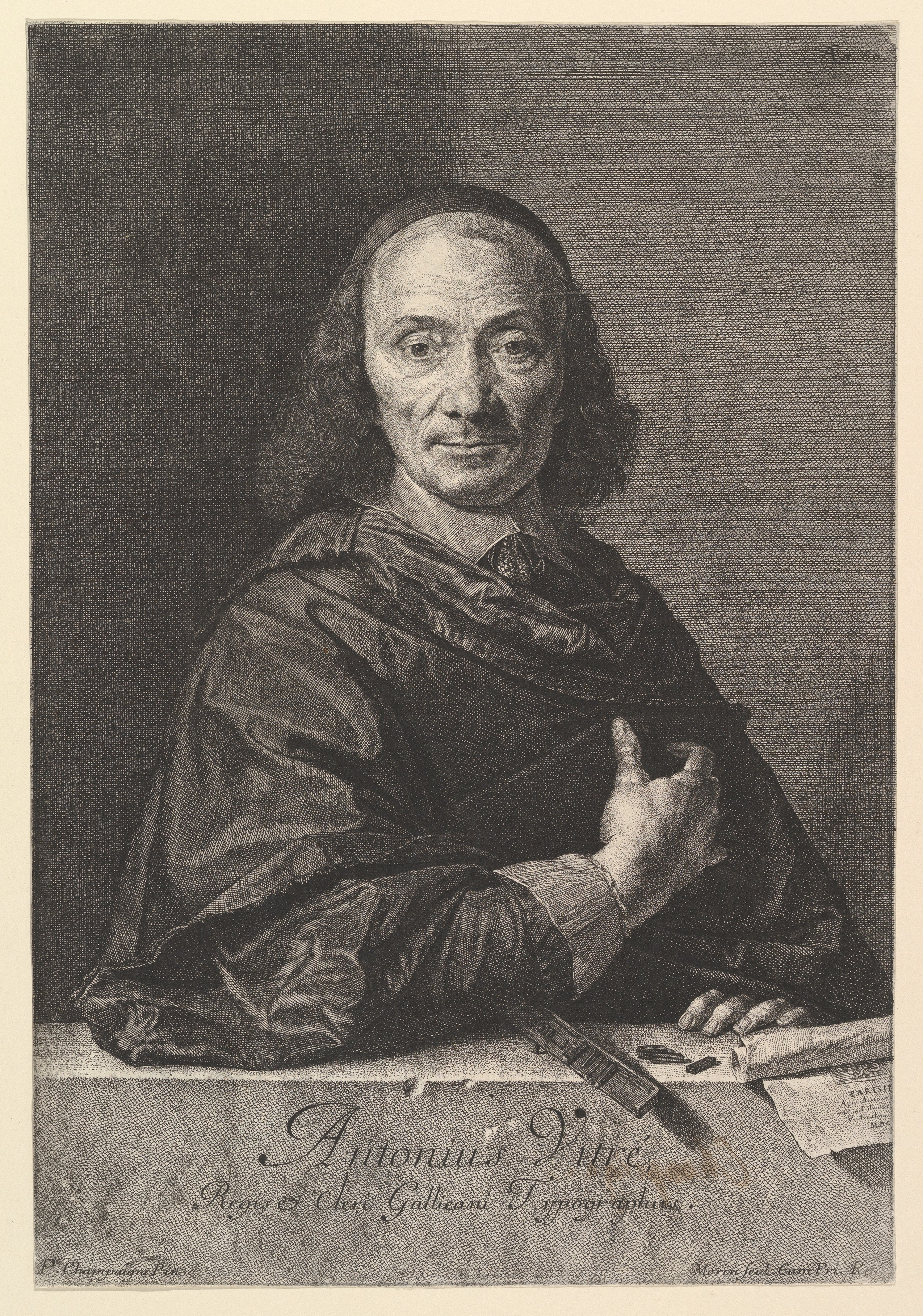
Antoine Vitré, syndic des imprimeurs-libraires de Paris sous Mazarin.

### Ancien Régime
En France sous l'Ancien Régime, le syndic est un notable chargé de représenter, d'administrer et de défendre les intérêts d'une paroisse ou d'une communauté rurale. Dans le cas d'une paroisse, il est généralement élu par une assemblée de communiers, constitués de chefs de famille de la paroisse.
Un syndic peut aussi être chargé des intérêts d'une communauté professionnelle (ou corporation). Dans ce cas, il est élu (tout comme son adjoint) par les membres de la corporation. Il est alors chargé de la modification des règlements, des rapports avec le pouvoir et doit rendre des comptes de trésorerie à la fin de son mandat.

### Savoie
Dans le royaume de Sardaigne, le syndic est une fonction analogue à celle d'un maire français. Les comtes de Savoie mettent très tôt en place une organisation leur permettant de mieux contrôler leur territoire, avec des syndics pour la gestion des communautés. Ainsi, dans le Pays de Vaud, l'arrivée des comtes correspond à la mise en place de syndics, comme avec la communauté d'Aigle, à laquelle le bailli du Chablais accorda le droit de nommer quatre syndics ou procureurs dès 1288. Dans son ouvrage, Ville et seigneurie : Les chartes de franchises des comtes de Savoie (1973), l'historienne Ruth Mariotte Löber en fait une présentation détaillée. Leur statut évoluera avec l'accroissement du territoire comtal et sa transformation en duché, puis en royaume. Le statut est finalement modifié par l'édit royal du 27 novembre 1847, promulgué par le roi Charles-Albert de Sardaigne. On distingue des différents usages au sein du royaume, avec notamment l'exemple du comté de Nice et du duché de la Savoie, toutefois le syndic s'occupe des communaux, représente la communauté villageoise dans les conflits avec les tiers, l'administration.
Après avoir eu des consuls à sa tête, Nice (qui a longtemps appartenu au royaume de Piémont-Sardaigne) fut dirigée par un syndic de 1848 à 1860. En italien le terme correspondant est sindaco et en niçois sèndegue. Une réforme de ce système communal fut entreprise en 1738. Les assemblées générales furent alors supprimées, chaque commune aura son (ou ses) syndic(s), un conseil et un secrétaire sous le contrôle de l'intendant.
Dans l'ancien duché de Savoie, les villes, bourgs et paroisses des provinces de Savoie étaient administrées par un premier syndic. Au XVIIIe siècle, à Chambéry, ce dernier est issu de la noblesse et associés à trois personnalités issus de la magistrature et de la bourgeoisie, tandis qu'à Annecy le titre de premier syndic revient alternativement à un noble puis à un avocat. Dans les plus petites villes des provinces — Bonneville, Rumilly, Thonon, Saint-Jean-de-Maurienne, La Roche ou encore Cluses — la charge est bien souvent obtenues par des roturiers, « bourgeois », en l'absence de candidat noble. Cette charge leur conférait une noblesse personnelle, portant le titre de « noble syndic ». L'historien Nicolas précise que ce titre « ne doit pas faire illusion, il donnait le prestige […] mais l'anoblissement temporaire ne modifiait pas radicalement le statut des individus ».
Cette fonction disparait pendant la période d'occupation révolutionnaire (1789-1814), remplacé par celle de maire. À la Restauration sarde, le syndic est désigné par l'intendant de la province, nommé par le roi et choisi parmi les conseillers. Il peut être élu au cours du XIXe siècle. La durée de son mandat est de trois ans, renouvelable,. Il est assisté par un vice-syndic, nommé par l'intendant général de la province, sur proposition du syndic, ainsi que des conseillers communaux. Leur nombre varie selon la taille de la commune. Le syndic et ses conseillers prêtent un serment de fidélité à Sa Majesté le roi et ainsi qu'à Dieu lors d'une cérémonie officielle se déroulant dans l'église paroissiale.

### République de Genève
Un syndic à Genève était l'un des quatre élus détenteurs d'une partie du pouvoir exécutif, depuis en tout cas le début du XIVe siècle jusqu'en 1792, puis également de 1814 à 1847.  Durant l’existence de la république de Genève (1534-1798 et 1813-1815), un syndic était ainsi un membre de son gouvernement.

## Acception contemporaine
Le terme syndic désigne différentes fonctions selon les pays :

### Andorre
En Andorre, le syndic est la dénomination du président du Conseil général (parlement national).

### Italie
En Italie, dans la région autonome Vallée d'Aoste, où le français est langue officielle à côté de l'italien, le terme syndic (féminin, syndique) définit le chef de l'administration d'une commune. Ce terme est utilisé en Vallée d'Aoste depuis le Moyen Âge quand les administrations communales valdôtaines étaient régies par des élus que les documents écrits en latin nomment syndici (« syndics »), procuratores (« procureurs ») et consules (« conseillers »). Les syndics gouvernent donc les communes bien avant qu'au XVIIe siècle, lorsque cette région était uniquement francophone, le terme de syndic ne soit fixé dans ses caractéristiques par le royaume de France. En italien, le terme correspondant est sindaco (officiel), et en francoprovençal valdôtain sènteucco (non officiel). Le siège de l'administration est appelé « maison communale » (en italien : municipio). Le terme « syndic » a influencé également le terme sendég, utilisé non officiellement dans la variante de la langue walser des deux communes de Gressoney-Saint-Jean et de Gressoney-La-Trinité.

### Québec (Canada)
En droit québécois, le terme syndic est employé entre autres pour désigner un syndic de faillite ou bien un syndic d'un ordre professionnel. Dans le domaine de la copropriété divise, la loi emploie le terme « syndicat de copropriété » plutôt que syndic de copropriété.

### Suisse
En Suisse, le syndic est la dénomination du chef de l'exécutif d'une commune dans les cantons de Fribourg et de Vaud (ainsi que, par analogie, dans le canton du Tessin [sindaco]). Les cantons de Neuchâtel et du Valais parlent de président de commune, alors que ceux de Genève, du Jura et de Berne utilisent le terme de maire.